# Штайнфурт (район)
Штайнфурт (нем. Steinfurt) — район в Германии. Центр района — город Штайнфурт. Район входит в землю Северный Рейн-Вестфалия. Подчинён административному округу Мюнстер. Занимает площадь 1792 км². Население — 443,4 тыс. чел. (2010). Плотность населения — 247 человек/км².
Официальный код района — 05 5 66.
Район подразделяется на 24 общины.

## Города и общины
1. Райне (76 505)
2. Иббенбюрен (51 536)
3. Гревен (35 974)
4. Эмсдеттен (35 506)
5. Штайнфурт (33 939)
6. Ленгерих (22 232)
7. Хёрстель (19 873)
8. Охтруп (19 417)
9. Нойенкирхен (13 827)
10. Лотте (13 792)
11. Меттинген (12 112)
12. Рекке (11 679)
13. Вестеркаппельн (11 222)
14. Альтенберге (10 198)
15. Нордвальде (9368)
16. Текленбург (9205)
17. Линен (8612)
18. Веттринген (7953)
19. Хопстен (7618)
20. Зарбек (7258)
21. Хорстмар (6519)
22. Ладберген (6384)
23. Метелен (6342)
24. Лар (6279)

(30 июня 2010)